# Aérodrome de Bâle-Sternenfeld
L'aérodrome de Bâle-Sternenfeld est un ancien aérodrome situé sur la commune de Birsfelden ayant servi de 1920 à 1953. Il a été remplacé dès 1946 par l'aéroport de Bâle-Mulhouse, plus connu depuis 1987 sous le nom d'EuroAirport Basel-Mulhouse-Freiburg. Un quartier résidentiel se trouve maintenant à cet endroit.

Douglas DC-3 de Swissair à l'aérodrome de Bâle-Sternenfeld entre 1937 et 1939.